# Tocha Humana (original)
Tocha Humana, também conhecido como Jim Hammond é um personagem de quadrinhos americanos da Marvel Comics. O personagem foi criado pelo escritor-desenhista Carl Burgos e publicado pela primeira vez na revista Marvel Comics # 1 (outubro de 1939) - primeira revista em quadrinhos da Timely Comics, uma predecessora da Marvel Comics nas décadas de 30 e 40. Durante esse período, conhecido por historiadores e fãs como a Era de Ouro dos Quadrinhos.
O Tocha Humana foi um androide criado pelo cientista Phineas Horton. Ele  podia inflamar seu corpo e voar. Em suas primeiras aparições, ele era retratado como uma monstro de ficção científica, mas rapidamente se tornou um herói.
O Tocha Humana foi um dos três personagens principais da Timely Comics, juntamente com o Capitão América e Namor. Como muitos super-heróis, o Tocha Humana caiu na obscuridade na década de 1950. Em 1961, a Marvel usou seu nome e poderes em um novo herói, Johnny Storm, membro do Quarteto Fantástico (que dessa vez era humano).

## Histórico da publicação
Após sua estreia no sucesso em Marvel Comics nº1, o Tocha Humana provou ser popular o suficiente para que ele logo se tornasse um dos primeiros super-heróis a encabeçar um título solo. Durante a década de 1940, o Tocha estrelou ou foi apresentado em Marvel Mystery Comics (o título foi alternado na segundação), The Human Torch (estreando na edição nº 2, outono de 1940, tendo assumido a numeração da extinta Red Raven Comics) e Captain America Comics #19, 21–67, 69, 76–77, além de aparecer em várias edições da All Select Comics, All Winners Comics e Young Allies Comics.
Vendo um tema natural de "fogo e água", Timely foi responsável pelo primeiro grande crossover dos quadrinhos, com uma batalha de duas edições entre o Tocha Humana e Namor, o Príncipe Submarino publicando em Marvel Mystery Comics nºs 8 e 9 - contando a mesma história das diferentes perspectivas dos dois personagens.
A Marvel Mystery Comics se encerrou no número 92 (junho de 1949), e The Human Torch no número 35 (março de 1949), já que a popularidade dos super-heróis em geral havia perdido. O editor da Timely Comics, Martin Goodman - que no início dos anos 1950 fez a transição da empresa para sua próxima iteração, como Atlas Comics - tentou reviver super-heróis com a antologia em quadrinhos Young Men #24–28 (dezembro de 1953 - junho de 1954), estrelando o Humano Tocha (arte de Syd Shores e Dick Ayers, variadamente, com capas e inicialmente alguns painéis apresentando o Tocha redesenhada por Burgos para consistência de estilo), junto com Namor e o Capitão América. O título solo The Human Torch retornou nas edições #36–38 (abril-agosto de 1954) antes de ser cancelado novamente. Tocha também apareceu em histórias dos brevemente revividos Captain America Comics e Sub-Mariner Comics, e na antologia Men's Adventures #28 (julho de 1954).
O Tocha Humana original estreou na continuidade atual da Marvel Comics em Fantastic Four Annual #4 (novembro de 1966).
Tocha Humana apareceu como um personagem regular na série Vingadores Secretos de 2010-2013, da edição 23 (abril de 2012) até a edição final 37 (março de 2013).
A partir de 2014, o Tocha Humana começou a aparecer como personagem principal no Marvel NOW! relançamento dos Invasores.

### No Brasil
Quando era publicado pela RGE, o Tocha Humana protagonizou um curioso crossover com o Capitão Marvel O personagem também foi publicado pela Editora Bloch  (matérial da Timely Comics) na revista O Tocha Humana, revista protagonizada por ele e  Johnny Storm (solo e com  o Quarteto Fantástico e Namor). A Bloch reproduziu as mesmas capas e histórias de uma série do Tocha Humana lançada originariamente em 1974 pela Marvel que trazia material republicado tanto do atual (Johnny Storm) quanto do Tocha Humana Original (histórias produzidas nos anos 40).
Em 2015, Tocha Humana ganhou um encadernado da Editora Salvat, que foi distribuído nacionalmente, integrando a coleção chamada "Os Heróis Mais Poderosos da Marvel".

## Biografia ficcional

### Primeiros anos
O Tocha Humana foi um andróide humanóide criado pelo Professor Phineas Horton em seu laboratório no Brooklyn, Nova York, para fins "científicos". Numa conferência de imprensa, no entanto, a criação de Horton explodiu em chamas quando exposta ao oxigénio. O andróide mostrou senciência, personalidade e consciência humanas, mas os espectadores temiam que ele representasse uma ameaça à segurança. O clamor público fez com que o Tocha fosse selada em concreto, embora ele tenha escapado devido a uma rachadura que permitiu a entrada de oxigênio. Tocha então, inadvertidamente, causou o incêndio de partes da cidade de Nova York e, depois de lidar com um mafioso que queria tirar vantagem de seu habilidades para seguro contra incêndio (e acidentalmente causando a morte do mafioso em uma explosão), ele finalmente aprendeu a controlar sua chama, se rebelou contra seu criador e jurou ajudar a humanidade.
O Tocha mais tarde encontrou e lutou pela primeira vez com Namor, o Príncipe Submarino.
Ele se juntaria a outros heróis quando a guerra estourasse na Europa e, mais tarde, no Pacífico, para lutar contra as potências do Eixo. Na edição de estreia de seu título solo, ele adquiriu um jovem parceiro, Thomas "Toro" Raymond, o Centelha, filho mutante de dois cientistas nucleares cuja exposição à radiação lhe deu a habilidade de controlar o fogo. Tocha Humana também se juntou à força policial de Nova York como parte de sua "disfarce humana" sob o nome de James "Jim" Hammond. Mais tarde, ele abandonaria o nome humano e serviria à força policial como o Tocha Humana, lutando contra vilões e seu inimigo intermitente, o Príncipe Submarino.
Tanto o Tocha quanto Namor se juntaram ao Capitão América e seu parceiro Bucky como o núcleo da equipe de super-heróis, os Invasores, lutando contra os nazistas durante a Segunda Guerra Mundial (em histórias retcon que estrearam nos quadrinhos dos anos 1970). Com os Invasores, ele logo sofreu uma lavagem cerebral pelo Caveira Vermelha e lutou contra a Legião da Liberdade. Mais tarde, ele deu uma transfusão de sangue em Jacqueline Falsworth, dando-lhe poderes sobre-humanos para se tornar Spitfire.
O Tocha, Namor, o Capitão América e Bucky se uniram ao Whizzer e à Miss América na América do pós-guerra em uma superequipe subsequente, o Esquadrão Vitorioso (o Capitão América original e os membros de Bucky foram posteriormente reconvertidos como tendo sido o segundo Capitão América e Bucky). Na continuidade da Marvel, o Tocha Humana foi responsável pela morte de Adolf Hitler. Quando os russos estavam invadindo Berlim, Tocha e Centelha invadiram o bunker de Hitler quando ele estava prestes a cometer suicídio, para lhe oferecer a oportunidade de se render aos americanos, e não aos russos. Hitler atacou um interruptor vermelho, que o Tocha presumiu ser uma bomba. Em troca, o Tocha Humana disparou contra Hitler, queimando-o vivo.
Algum tempo depois, o Tocha foi colocada em estado de desativação no Deserto de Mojave; um teste de bomba atômica o acordou. Ao saber que Toro havia sido capturado pelos soviéticos e submetido a uma lavagem cerebral, o Tocha resgatou seu antigo parceiro e descobriu que a radiação da bomba nuclear havia tornado seus poderes muito mais fortes e mais instáveis.
Para manter Centelha um menino, os escritores reformularam ligeiramente o personagem, alegando que o Tocha o conheceu depois da Segunda Guerra Mundial, e não no início da guerra. O avivamento durou cinco edições. Escritores posteriores explicaram como temendo se tornar um perigo para aqueles ao seu redor, o Tocha voou de volta para o deserto e se tornou nova, esgotando sua reserva de energia e efetivamente se desativando. 

### Reativação e adesão aos Vingadores da Costa Oeste
Na continuidade moderna, o supervilão, o Pensador Louco, reativou o Tocha para que ele lutasse contra o Quarteto Fantástico, desativando-o quando o Tocha se recusou a matar os heróis. Em uma história dos Vingadores que tratava do passado secreto de seu membro andróide, o Visão revelou que o corpo do Tocha foi encontrado por um robô renegado chamado Ultron 5 e modificado para se tornar o Visão, sua mente foi apagada de memórias passadas e seu poderes alterados com a ajuda coagida do criador original do Tocha Humana, Phineas Horton. A semente dessa ideia foi plantada pelo desenhista Neal Adams e detalhadamente desenvolvida em The Avengers #133–135 (maio-junho de 1975) pelo escritor Steve Englehart.
Uma história posterior de Roy Thomas em What If? #4 (agosto de 1977), plantou a sugestão de que o Visão foi na verdade feita a partir de um segundo andróide criado por Horton, chamado Adam II. Isso liberou o Tocha Humana para um possível renascimento. Isso foi seguido por John Byrne, que fez a Feiticeira Escarlate reviver o Tocha em Avengers West Coast, buscando respostas sobre seu marido, o Visão, e para ajudar Ann Raymond, esposa de Tom Raymond. Nessas histórias, foi determinado que o Visão foi feita por Ultron a partir de peças sobressalentes do Tocha, o que explica suas semelhanças físicas. o Tocha serviu aos Vingadores em muitas questões antes de perder seus poderes para salvar a ex-super-heroína Spitfire na série Namor dos anos 1990. Sem seus poderes, o Tocha se estabeleceu com Ann Raymond.
Ele se tornou o Chefe de Segurança da Oracle, Inc., e mais tarde apareceria como CEO da Oracle, Inc., uma empresa dirigida por Namor. Lá ele comandou a equipe mercenária Heróis de Aluguel, e sua misteriosa conexão com o Visão foi promovida quando o Homem-Formiga (Scott Lang) declarou que seus mecanismos internos não eram apenas semelhantes, mas idênticos aos do Visão, apesar das profundas diferenças em sua aparência e poderes. Durante a aventura de viagem no tempo Avengers Forever, os Vingadores descobriram posteriormente que Immortus, o guardião do Limbo, havia usado um dispositivo chamado Cristal Eterno para divergir a linha do tempo pessoal do Tocha, mantendo os dois resultados simultâneos. Segundo esta explicação, o Tocha Humana é o Visão, mas também continua a existir como ele mesmo.
Quando a Oracle, Inc. foi fechada e a Heróis de Aluguel  dissolvida, Hammond logo foi convidado para chefiar o Batalhão V do Cidadão V após a aposentadoria de Roger Aubrey, o Destruidor. Enquanto estava de licença do Batalhão V como líder de campo dos Novos Invasores, ele se apegou a Tara, uma andróide baseada nele, a quem ele passou a considerar uma espécie de filha. Ele também renovou amizade com Spitfire, para desespero de seu namorado, Union Jack (Joey Chapman). Foi revelado que Tara foi criada pelo Caveira Vermelha; substituições em sua personalidade em desenvolvimento permitiram que os inimigos dos Invasores, os Axis Mundi, a usassem como uma arma contra a equipe. Enquanto Tara esquentava até a sobrecarga para matar os Invasores, o Tocha canalizou seu calor para evitar seu colapso. Com seus próprios sistemas sobrecarregados, ele voou alto na atmosfera, longe de onde poderia causar danos, e detonou.
Os restos mortais do Tocha foram recuperados pelas Nações Unidas e sequestrados para pesquisa. Eles foram posteriormente roubados pelo professor Zhang Chin, que usou a química do Tocha para criar uma arma viral que causava a imolagem de pessoas infectadas. O Capitão América (Barnes) e Namor pararam o ataque e conseguiram pressionar o governo dos Estsfod \unifod a enterrar o Tocha com todas as honras militares.
O campo de treinamento superhumano criado após a Guerra Civil é denominado Camp Hammond, em homenagem à Tocha. Uma estátua de Hammond no local traz a inscrição "JIM HAMMOND, THE FIRST OF THE MARVELS" Ele nos mostrou que heróis podem ser feitos". Quando o acampamento foi fechado por Norman Osborn, uma multidão enfurecida derrubou a estátua.

### Avengers/Invaders
O Tocha Humana original aparece na maxi-série Avengers/Invaders ao lado de seus companheiros Invasores quando um incidente os leva dos campos de batalha da Segunda Guerra Mundial para o atual Universo Marvel, onde eles encontram os Novos Vingadores e os Poderosos Vingadores. Durante seu tempo no futuro, o Tocha tenta brevemente 'liderar' os Modelos de Vida da SHIELD contra a organização, na crença de que eles são máquinas sencientes que foram escravizadas pela agência, mas é revelado que ele foi enganado por Ultron, que se infiltrou no Helicarrier.

## Outras mídias

### Televisão
O androide foi mencionado no episódio "When Calls Galactus" da série animada Quarteto Fantástico (1994) . O desenvolvimento do androide foi experimentado quando Reed Richards descobriu porque Frankie Raye tinha poderes similares aos de Johnny Storm.
O androide Tocha Humana aparece no episódio "World War Witch" de The Super Hero Squad Show (2009) dublado por Jim Cummings. Ele é mostrado como um membro de Invasores.

### Cinema
O androide faz uma aparição em Capitão América: O Primeiro Vingador (2011) na exposição de Howard Stark como um sintozoide exibido em um tubo de vidro privado de oxigênio e seu nome é mostrado como sendo  "The Synthetic Man".